# Biathlon-Juniorenweltmeisterschaften 2006
Die Biathlon-Juniorenweltmeisterschaften 2006 (offiziell: IBU Youth/Junior World Championships Biathlon 2006) fanden vom 28. Januar bis 3. Februar 2006 in der US-amerikanischen City Presque Isle (Bundesstaat Maine, Aroostook County) statt. Dortiger Austragungsort war das Nordic Heritage Center.

## Medaillenspiegel
| Platz | Land        |   |   |   |    |
| ----- | ----------- | - | - | - | -- |
| 1     | Russland    | 4 | 4 | 4 | 12 |
| 2     | Deutschland | 3 | 2 | 2 | 7  |
| 3     | Norwegen    | 3 | 1 | – | 4  |
| 4     | Frankreich  | 2 | 4 | 2 | 8  |
| 5     | Tschechien  | 2 | – | 2 | 4  |
| 6     | Österreich  | 1 | 2 | 1 | 4  |
| 7     | Slowenien   | 1 | – | 1 | 2  |
| 8     | Bulgarien   | – | 2 | – | 2  |
| 9     | Polen       | – | 1 | – | 1  |
| 10    | Belarus     | – | – | 2 | 2  |
| 11    | Kanada      | – | – | 1 | 1  |
| 11    | Ukraine     | – | – | 1 | 1  |

## Ergebnisse

### Männliche Jugend
| Rang | Name               |
| ---- | ------------------ |
| 1    | Arild Askestad     |
| 2    | Florian Graf       |
| 3    | Alexander Ogarkow  |
| 4    | Tarjei Bø          |
| 5    | Tomáš Kuřík        |
| 6    | Marko Nieminen     |
| 7    | Sven Grossegger    |
| 8    | Matej Brvar        |
| 9    | Daniel Salvenmoser |
| 10   | Maxime Leboeuf     |

| Rang | Name                 |
| ---- | -------------------- |
| 1    | Arild Askestad       |
| 2    | Tarjei Bø            |
| 3    | Alexander Ogarkow    |
| 4    | Sven Grossegger      |
| 5    | Florian Graf         |
| 6    | Matej Brvar          |
| 7    | Maxime Leboeuf       |
| 8    | Łukasz Szczurek      |
| 9    | Witalij Kiltschyzkyj |
| 10   | Marko Nieminen       |

| Rang | Name                 |
| ---- | -------------------- |
| 1    | Tarjei Bø            |
| 2    | Łukasz Szczurek      |
| 3    | Dominik Landertinger |
| 4    | Tobias Arwidson      |
| 5    | Maxime Leboeuf       |
| 6    | Sven Grossegger      |
| 7    | Krassimir Anew       |
| 8    | Daniel Taschler      |
| 9    | Mark Johnson         |
| 10   | Andrejs Rastorgujevs |

| Rang | Name                                                              |
| ---- | ----------------------------------------------------------------- |
| 1    | RusslandAnton Schipulin Alexander Starych Alexander Ogarkow       |
| 2    | ÖsterreichSven Grossegger Daniel Salvenmoser Dominik Landertinger |
| 3    | BelarusJury Ljadau Ihar Tabola Jauhen Abramenka                   |
| 4    | SchwedenTobias Arwidson Fredrik Lindström Erik Forsgren           |
| 5    | FinnlandMarko Nieminen Eppu Väänänen Ville Simola                 |
| 6    | LettlandAtis Putnis Krists Eiduks Andrejs Rastorgujevs            |
| 7    | UkraineWitalij Koschuschko Walerij Mohylenko Witalij Kiltschyzkyj |
| 8    | KanadaMaxime Leboeuf Tyson Smith Joel Pacas                       |
| 9    | ItalienLuca Bormolini Daniel Taschler Simone Canavese             |
| 10   | SlowenienMatija Bočko Anže Gregorič Matej Brvar                   |

### Weibliche Jugend
| Rang | Name             |
| ---- | ---------------- |
| 1    | Olga Wiluchina   |
| 2    | Irina Maximowa   |
| 3    | Tamara Barič     |
| 4    | Silje Hilmarsen  |
| 5    | Iris Waldhuber   |
| 6    | Brynden Manbeck  |
| 7    | Ane Stenset      |
| 8    | Marine Dusser    |
| 9    | Laura Spector    |
| 10   | Wolha Alifirawez |

| Rang | Name                     |
| ---- | ------------------------ |
| 1    | Tamara Barič             |
| 2    | Iris Waldhuber           |
| 3    | Olga Wiluchina           |
| 4    | Mari Laukkanen           |
| 5    | Irina Maximowa           |
| 6    | Silje Hilmarsen          |
| 7    | Wolha Alifirawez         |
| 8    | Ane Stenset              |
| 9    | Vilde Ravnsborg Gurigard |
| 10   | Elisabeth Mayer          |

| Rang | Name              |
| ---- | ----------------- |
| 1    | Veronika Vítková  |
| 2    | Irina Maximowa    |
| 3    | Olena Pidhruschna |
| 4    | Iris Waldhuber    |
| 5    | Silje Hilmarsen   |
| 6    | Ane Stenset       |
| 7    | Petra Starčević   |
| 8    | Megan Tandy       |
| 9    | Marine Dusser     |
| 10   | Annu Humalajoki   |

| Rang | Name                                                         |
| ---- | ------------------------------------------------------------ |
| 1    | ÖsterreichIris Waldhuber Anna Hufnagl Elisabeth Mayer        |
| 2    | RusslandOlga Wiluchina Jewgenija Seledzowa Irina Maximowa    |
| 3    | FrankreichMarine Dusser Marine Bolliet Laure Soulié          |
| 4    | NorwegenSilje Hilmarsen Vilde Ravnsborg Gurigard Ane Stenset |
| 5    | SchwedenEmelie Larsson Jenny Jonsson Kim Adolfsson           |
| 6    | FinnlandMari Laukkanen Susanna Porela Annu Humalajoki        |
| 7    | Vereinigte StaatenLaura Spector Brynden Manbeck Sara Gaalaas |
| 8    | KanadaMegan Tandy Audrey Attali Yolaine Oddou                |
| 9    | KroatienMarina Kovačeć Anamarija Brajdić Petra Starčević     |
| 10   | KasachstanJelena Djomina Galina Goluschko Olga Dudtschenko   |

### Junioren
| Rang | Name                    |
| ---- | ----------------------- |
| 1    | Petr Hradecký           |
| 2    | Vincent Jay             |
| 3    | Jean-Philippe Leguellec |
| 4    | Jewgeni Ustjugow        |
| 5    | Kiril Wassilew          |
| 6    | Tobias Eberhard         |
| 7    | Jens Zimmer             |
| 8    | Alexis Bœuf             |
| 9    | Kirill Schtscherbakow   |
| 10   | Miroslav Tomeš          |

| Rang | Name                    |
| ---- | ----------------------- |
| 1    | Jewgeni Ustjugow        |
| 2    | Kiril Wassilew          |
| 3    | Petr Hradecký           |
| 4    | Klemen Bauer            |
| 5    | Martin Eng              |
| 6    | Daniel Böhm             |
| 7    | Vincent Jay             |
| 8    | Jean-Philippe Leguellec |
| 9    | Alexis Bœuf             |
| 10   | Jens Zimmer             |

| Rang | Name                    |
| ---- | ----------------------- |
| 1    | Jewgeni Ustjugow        |
| 2    | Kiril Wassilew          |
| 3    | Petr Hradecký           |
| 4    | Jean-Philippe Leguellec |
| 5    | Klemen Bauer            |
| 6    | Henrik L’Abée-Lund      |
| 7    | Julian Eberhard         |
| 8    | Alexander Kopytow       |
| 9    | Martin Eng              |
| 10   | Vincent Jay             |

| Rang | Name                                                                               |
| ---- | ---------------------------------------------------------------------------------- |
| 1    | FrankreichAlexis Bœuf Damien Gehin Arnaud Langel Vincent Jay                       |
| 2    | RusslandKirill Schtscherbakow Alexander Kopytow Alexei Tschudow Jewgeni Ustjugow   |
| 3    | DeutschlandNorman Jahn Daniel Böhm Jens Zimmer Christoph Stephan                   |
| 4    | NorwegenTarjei Bø Henrik L’Abée-Lund Arild Askestad Martin Eng                     |
| 5    | SlowenienAndraž Šemrov Klemen Bauer Peter Dokl Matej Brvar                         |
| 6    | LettlandIngus Balodis Dāvis Putnis Normunds Putns Kaspars Dumbris                  |
| 7    | BulgarienKrassimir Anew Kiril Wassilew Wladimir Iliew Miroslaw Kenanow             |
| 8    | TschechienMiroslav Tomeš Pavel Suchánek Tomáš Kuřík Petr Hradecký                  |
| 9    | ÖsterreichAndreas Schwabl Tobias Eberhard Andreas Zelzer Julian Eberhard           |
| 10   | UkraineOleksandr Kolos Wolodymyr Hlynskyj Witalij Kiltschyzkyj Witalij Koschuschko |

### Juniorinnen
| Rang | Name                    |
| ---- | ----------------------- |
| 1    | Carolin Hennecke        |
| 2    | Magdalena Neuner        |
| 3    | Marion Blondeau         |
| 4    | Julie Bonnevie-Svendsen |
| 5    | Veronika Vítková        |
| 6    | Anne Preußler           |
| 7    | Darja Domratschawa      |
| 8    | Pauline Macabies        |
| 9    | Renate Zingerle         |
| 10   | Franziska Hildebrand    |

| Rang | Name                  |
| ---- | --------------------- |
| 1    | Magdalena Neuner      |
| 2    | Marion Blondeau       |
| 3    | Darja Domratschawa    |
| 4    | Carolin Hennecke      |
| 5    | Jekaterina Schumilowa |
| 6    | Stephanie Müller      |
| 7    | Franziska Hildebrand  |
| 8    | Pauline Macabies      |
| 9    | Irina Moschewitina    |
| 10   | Ljudmila Schyber      |

| Rang | Name               |
| ---- | ------------------ |
| 1    | Marion Blondeau    |
| 2    | Pauline Macabies   |
| 3    | Carolin Hennecke   |
| 4    | Darja Domratschawa |
| 5    | Irina Moschewitina |
| 6    | Swetlana Slepzowa  |
| 7    | Magdalena Neuner   |
| 8    | Anne Preußler      |
| 9    | Barbara Tomešová   |
| 10   | Ljudmila Schyber   |

| Rang | Name                                                                |
| ---- | ------------------------------------------------------------------- |
| 1    | DeutschlandStephanie Müller Magdalena Neuner Carolin Hennecke       |
| 2    | FrankreichPauline Macabies Marie Dorin Marion Blondeau              |
| 3    | RusslandSwetlana Slepzowa Anna Kunajewa Jekaterina Schumilowa       |
| 4    | NorwegenJulie Bonnevie-Svendsen Anne Gjermundshaug Birgitte Røksund |
| 5    | ItalienRoberta Fiandino Karin Oberhofer Renate Zingerle             |
| 6    | SchwedenEmelie Larsson Johanna Holma Elin Mattsson                  |
| 7    | UkraineLjudmila Schyber Olena Pidhruschna Wita Semerenko            |
| 8    | TschechienMichaela Balatková Barbara Tomešová Veronika Vítková      |
| 9    | KasachstanOlga Dudtschenko Irina Moschewitina Galina Goluschko      |
| 10   | BelarusSwetlana Komendantowa Nadseja Skardsina Wolha Alifirawez     |